# Baden van Bethesda

Baden van Bethesda, rechtsboven

De Baden van Bethesda of Piscina Probatica waren cisterne gelegen ten noordoosten van de stad Jeruzalem.

## Geschiedenis
In de oudheid was het een waterbekken voor de stad, volgens sommigen voor schapen. Tijdens de bouw van de Tempel van Herodes werd het een badhuis, een mikwe. De vertaling van het Hebreeuwse woord Bethesda is "huis van genade of barmhartigheid". Toen Herodes Agrippa I (41-44) de stad vergrootte, kwamen de baden binnen de stadsmuren te liggen, aan de Leeuwenpoort.
Jeruzalem werd tijdens de Joodse Oorlog in 70 na Chr. door de Romeinen en in 614 door de Perzen vernietigd en werden de baden een ruïne. Tijdens de kruistochten werd op deze plaats, waar ooit het geboortehuis van Maria, de moeder van Jezus bevond, de Sint-Annakerk gebouwd.

## Bijbel
De Baden van Bethesda komen in het Bijbelverhaal Johannes 5:1-18 voor, waarin Jezus een zieke man genas op de sjabbat, wat volgens het Jodendom verboden was.

## Afbeeldingen

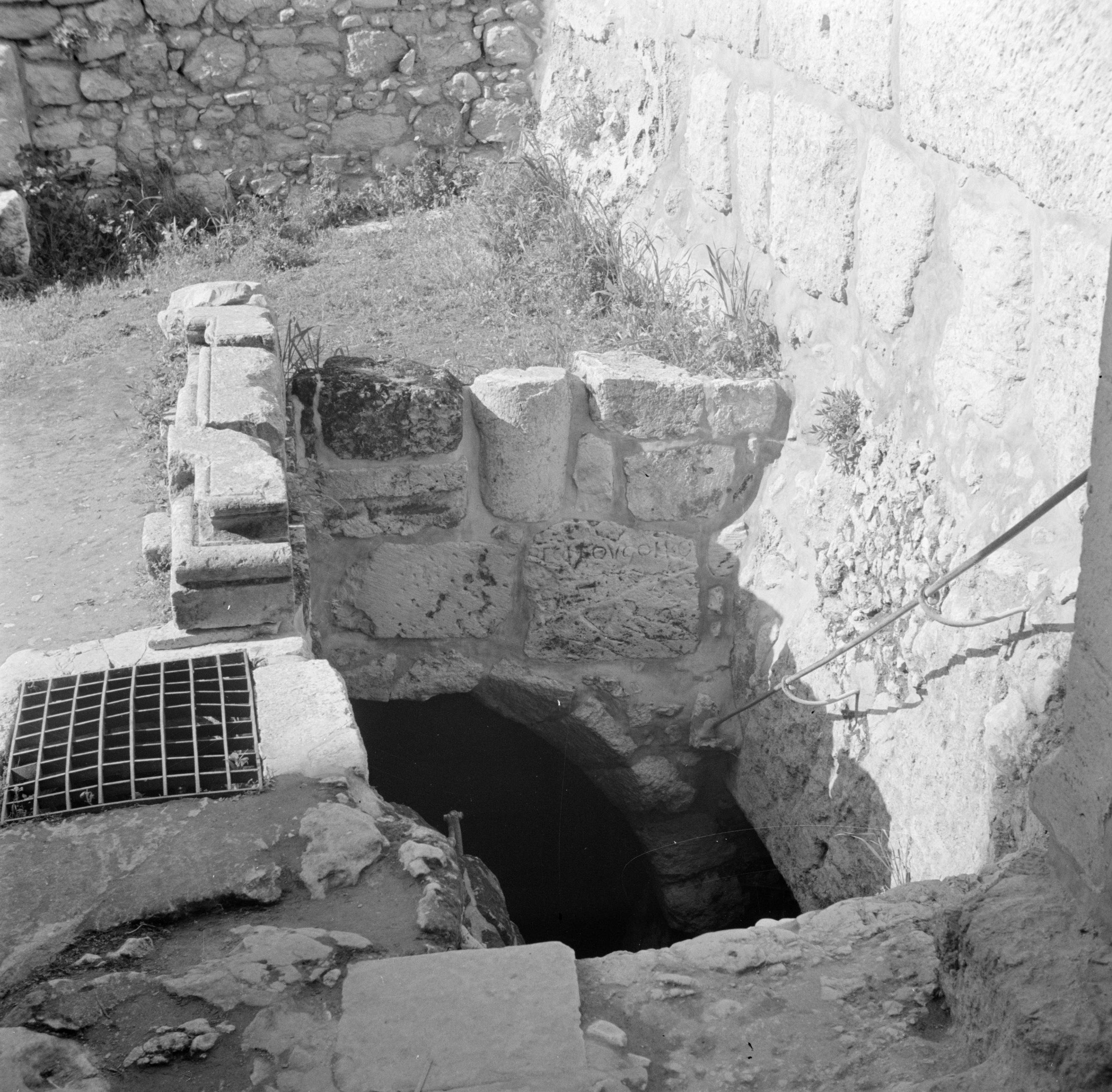
De baden Piscina Probatica, ook Bethesda genoemd, in de kelder van de Sint-Annakerk
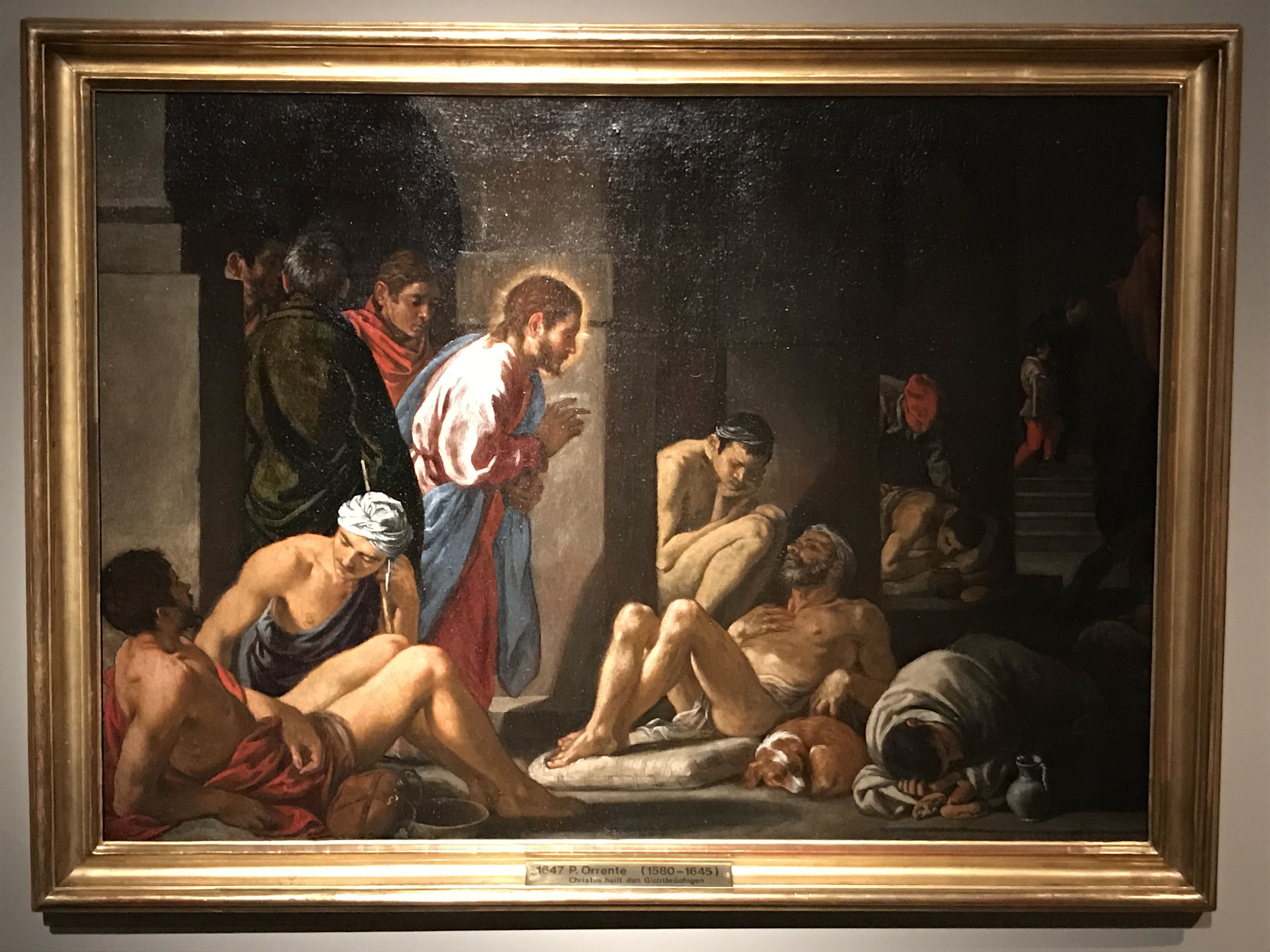
Genezing van een zieke man, Joh. 5:1-18 (schilderij van Pedro Orrente)